# Le Bâton de Plutarque
Le Bâton de Plutarque est la dix-septième aventure et le vingt-troisième album de la série de bande dessinée Blake et Mortimer, scénarisé par Yves Sente et dessiné par André Juillard, d'après les personnages créés par Edgar P. Jacobs. Il s'agit d'un préquel au Secret de l'Espadon.
L'aventure fait l'objet d'une prépublication en feuilleton dans le quotidien belge Le Soir à partir du 14 avril 2014, puis est publiée en album le 5 décembre 2014 aux Éditions Blake et Mortimer. L'histoire a été traduite dans une demi-douzaine de langues.
Lors de la Seconde Guerre mondiale, le capitaine Francis Blake de la Royal Air Force se fait remarquer par le major Benson des services secrets qui lui confie une mission de la plus haute importance. Il doit dans un premier temps collaborer avec le professeur Philip Mortimer qu'il retrouve à cette occasion. Les actions des deux amis devront permettre aux Alliés de gagner la guerre mais également de préparer la Troisième Guerre mondiale.

## Résumé
Au printemps 1944, les défenses britanniques sont en alerte d'une attaque suicide allemande imminente sur Londres. En effet les radars anglais repèrent un Horten Ho 229 du Troisième Reich qui se dirige à la vitesse ahurissante pour l'époque de 680 mph/h (1094,35 km/h) vers Londres pour détruire le siège du Parlement au palais de Westminster. La défense antiaérienne britannique étant inefficace face à la vitesse de cet avion à réaction, le capitaine Francis Blake, squadron leader à bord du porte-avions The Intrepid, est envoyé à sa rencontre avec le prototype d'avion à réaction Golden Rocket.
Au terme d'une bataille aérienne dominée par l'Allemand, Blake réussit à l'emporter en projetant son propre appareil contre l'engin ennemi. 
À son atterrissage en parachute sur les rives de la Tamise, il fait la connaissance du major Benson qui est membre des services secrets. Ils se rendent ensemble jusqu'au Cabinet of War. L'ordonnance de Benson est le lieutenant Harvey Clarke. Ce dernier fait découvrir à Francis Blake le travail des services de renseignement.
La présence du pilote permet de sauver un chalutier qui allait se faire attaquer, près des rives de l'Afrique occidentale, par un U-Boot nazi. Blake est en effet au courant que ce petit navire discret possède secrètement dans ses soutes du matériel militaire à l'intention des Alliés.
Impressionné par les capacités du jeune pilote, le major Benson décide avec l'accord de l'amiral Gray, le chef d'État-Major, de lui confier une mission secrète pour préparer la Troisième Guerre mondiale. Ses services ont en effet découvert par hasard que l'Empire Jaune de Basam-Damdu met en place dans l'Himalaya dans le plus grand secret un puissant arsenal militaire de grande portée. Cela afin d'attaquer l'Occident dès que la Seconde Guerre mondiale sera terminée.
Dans cette optique de préparation masquée, les Britanniques ont construit deux bases secrètes : celle de Scaw-Fell en Angleterre et l'autre dans le détroit d'Ormuz. La première mission de Blake est d'assister un ingénieur dans une opération militaire cruciale pour le débarquement de Normandie.
Le lendemain, Benson, Blake et Clarke se rendent à la base de Scaw-Fell. Elle est cachée au fond d'une vallée encaissée sous un nuage artificiel, dans la région de Lake District. Blake constate avec plaisir que l'ingénieur avec lequel il doit collaborer n'est autre que le professeur Philip Mortimer qu'il a rencontré vingt ans plus tôt en Inde. Les deux amis se résument leurs parcours respectifs avant de visiter l'usine.
À l'aube, Benson, Mortimer, Blake et Clarke partent pour le centre de décryptage du GC&CS à Bletchley Park. Alors que Mortimer dévoile à Blake les plans de son arme révolutionnaire, l'Espadon, un mystérieux individu les espionne. Son micro ayant été détecté par Blake, il s'enfuit sans être rattrapé. Le soir venu, les deux amis font la connaissance de deux décrypteurs : Zhang Hasso, qui est un transfuge de l'Empire jaune, et le colonel Olrik, un spécialiste des langues slaves et joueur d'échec émérite.
En allant se coucher, Mortimer se rend compte que certains plans de l'Espadon ont été volés. Au même moment, Zhang Hasso, qui a exprimé à Blake sa défiance envers Olrik lors du diner, découvre que ce dernier est un agent double à la solde des Jaunes. Surpris par le colonel, il parvient à lui faire croire qu'il travaille également pour l'Empire jaune, comme lui. Il n'a pas le temps de prévenir Blake et Mortimer car ces derniers se rendent dès le lendemain en mission à Gibraltar.
Blake et Mortimer larguent dans le détroit de Gibraltar des balises conçues par le professeur pour faire croire aux Allemands qu'une importante concentration de sous-marins alliés dans la Méditerranée se trouve positionnée ici, cela afin de détourner l'attention de l'importance de la Normandie. Après une arrivée mouvementée sur le rocher, ils rejoignent la base commandée par le colonel Longreach, dont l'ordonnance est le lieutenant Brandon Clarke, le frère jumeau monozygote de Harvey Clarke.
Les balises fonctionnent parfaitement, mais Blake et Mortimer découvrent qu'un espion au sein de la base tente de révéler la supercherie aux Italiens, grâce à un code lumineux transmis de nuit. Après une courte enquête durant laquelle Blake se remémore plusieurs éléments étranges survenus à Londres et à Bletchley Park, ses soupçons se portent sur Brandon Clarke. Avec Mortimer et le sergent Duffelton, il confronte cet homme qui tente de s'enfuir. Mortimer comprend que lui et son frère Harvey communiquent via les colis qu'ils s'envoient grâce à un système de chiffrement datant de la Grèce antique, la scytale (ou bâton de Plutarque). Brandon avoue sa trahison avant de se suicider avec une capsule de cyanure présente dans sa mâchoire. 
À Londres, le major Benson, se sentant déshonoré, confronte son frère Harvey qui le tue à son domicile avant de s'enfuir avec Olrik. Après avoir reçu de Harvey un émetteur, Olrik abat le jeune homme sans état d'âme puis part pour Lhassa avec Hasso qui n'a d'autre choix que de le suivre.
Le 6 juin 1944, alors que les troupes alliées débarquent en Normandie, Blake assiste aux funérailles du major Benson où sa veuve lui explique que les frères Clarke tenaient le major comme responsable de la mort de leur père durant la Grande Guerre. Elle propose à Blake de louer un étage de la maison qu'elle détient au 99 bis Park Lane. Deux ans s'écoulent, et en septembre 1946, les services de renseignement britanniques apprennent que l'attaque de l'Empire jaune est imminente grâce aux indications de Hasso, devenu un agent infiltré à Lhassa, mais les politiques ne veulent pas en entendre parler. 
Blake rejoint la base de Scaw-Fell sans se douter qu'un émetteur placé il y a deux ans par le lieutenant Clarke sur la base ébréchée d'une croix qui surplombe les lieux va indiquer son emplacement aux Jaunes. On comprend alors être à quelques instants du début du Secret de l'Espadon.

## Lieux et personnages

### Personnages
Le Bâton de Plutarque met en scène les trois personnages principaux de la série : les deux héros, le capitaine Francis Blake et le professeur Philip Mortimer, et le principal antagoniste, le colonel Olrik. En tant que préquel du Secret de l'Espadon, l'aventure fait revenir les personnages de l'amiral Gray, chef d'État-Major, Mrs Benson, conjointe du major Benson et future logeuse de Blake et Mortimer, Mr Hudson, ingénieur à Scaw-Fell, et Zhang Hasso, linguiste à Bletchley Park.
- Commandant Hamilton : commandant du porte-avions The Intrepid, mais portant les insignes de grade de contre-amiral
- Francis Blake : Squadron leader (à bord de l'Intrepid) mais appelé "Capitaine" ; en fin d'épisode endosse un uniforme de l'armée de Terre et arbore les insignes de grade de capitaine, conformes à son appellation
- Major Mendelay : chef du First Fighter Squadron de l'Intrepid
- Capitaine Laughan : officier de l'Intrepid
- Capitaine Cunigham : officier de l'Intrepid
- Major Conan Benson des services secrets
- Amiral Gray : chef d'État-Major, conseiller militaire du Premier ministre
- Lieutenant Harvey Clarke : secrétaire particulier du major Benson, et frère jumeau de Brandon Clarke
- Mrs Benson : conjointe du major Benson
- Annie : domestique des Benson
- Professeur Philip Mortimer : physicien, ingénieur-en-chef à Scaw-Fell
- Mr Hudson : ingénieur à Scaw-Fell
- Commandant Edward Travis : directeur de la station X (Bletchley Park)
- Gordon Bluebell : mathématicien à Bletchley Park
- Zhang Hasso : linguiste à Bletchley Park ayant fui l'Empire jaune
- Colonel Olrik : spécialiste des langues slaves à Bletchley Park
- Nathan Chase : adversaire du colonel lors d'une partie d'échec à Bletchley Park. Dans La Vallée des Immortels, Olrik empruntera son identité après avoir appris son décès.
- Sergent Duffelton : sous-officier de la base de Gibraltar
- Capitaine Myllan : chef de la batterie C de la base de Gibraltar
- Colonel Longreach : commandant de la base de Gibraltar
- Lieutenant de vaisseau Brandon Clarke : officier d'ordonnance du colonel Longbreach, et frère jumeau d'Harvey Clarke
- Capitaine Musgrave : officier de la base de Gibraltar
- Colonel Stewart Menzies : directeur de l'Intelligence Service
- Clement Attlee : Premier ministre du Royaume-Uni
- Hugh Dalton : Chancelier de l'Échiquier
- Ernest Bevin : Secrétaire d'État des Affaires étrangères

### Lieux
L'aventure se déroule entièrement au Royaume-Uni, principalement en Angleterre mais aussi à Gibraltar.
- Londres (Grand Londres)
  - Palais de Westminster et Westminster Bridge
  - Cabinet of War
  - Domicile des Benson au 99 bis Park Lane
  - 10 Downing Street
- Base secrète de Scaw-Fell dans Lake District (Cumbria)
- Bletchley Park (Buckinghamshire)
- Newport (Pays de Galles)
- Base de Gibraltar

Sélection de lieux présents dans l'album
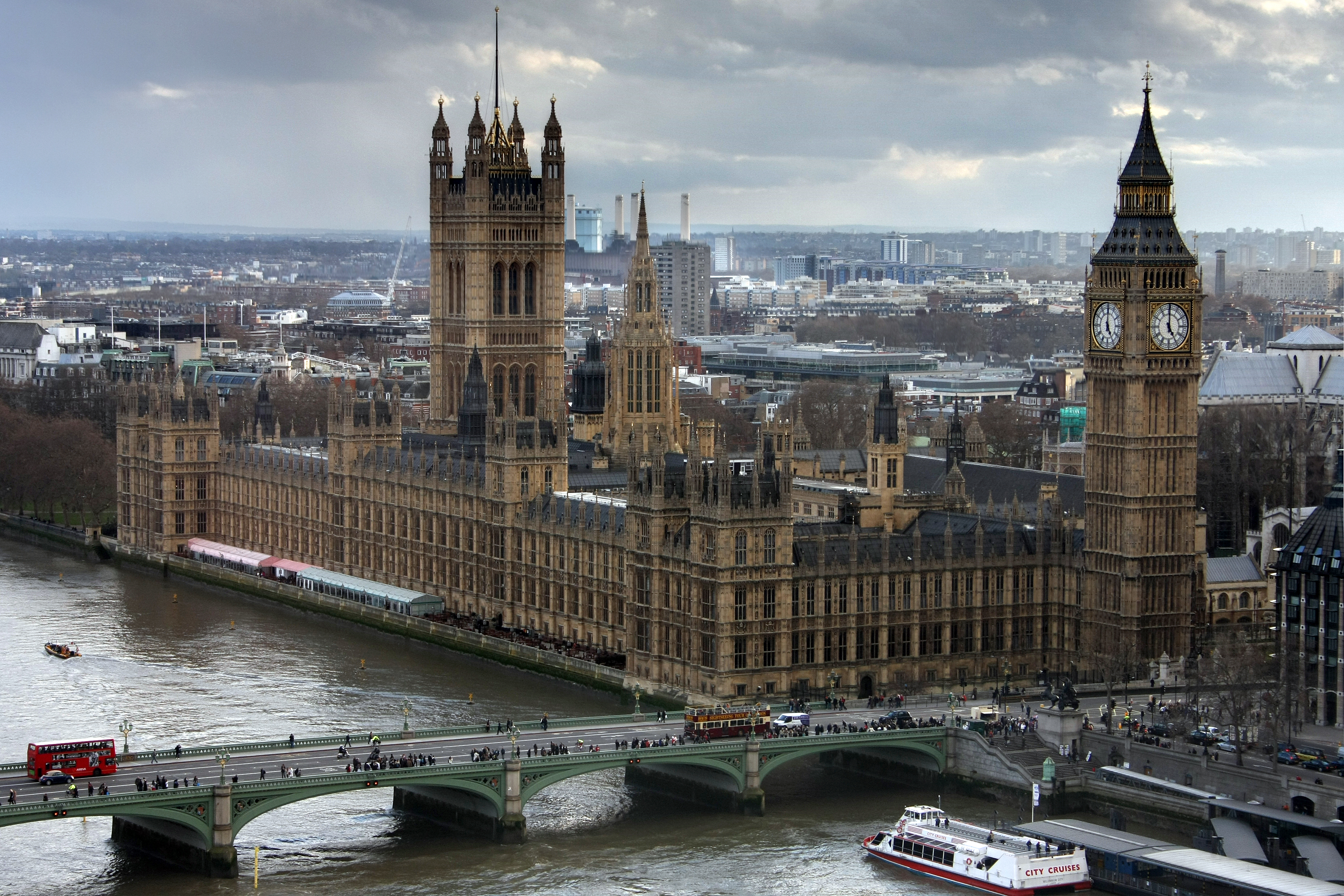
Palais de Westminster et Westminster Bridge.
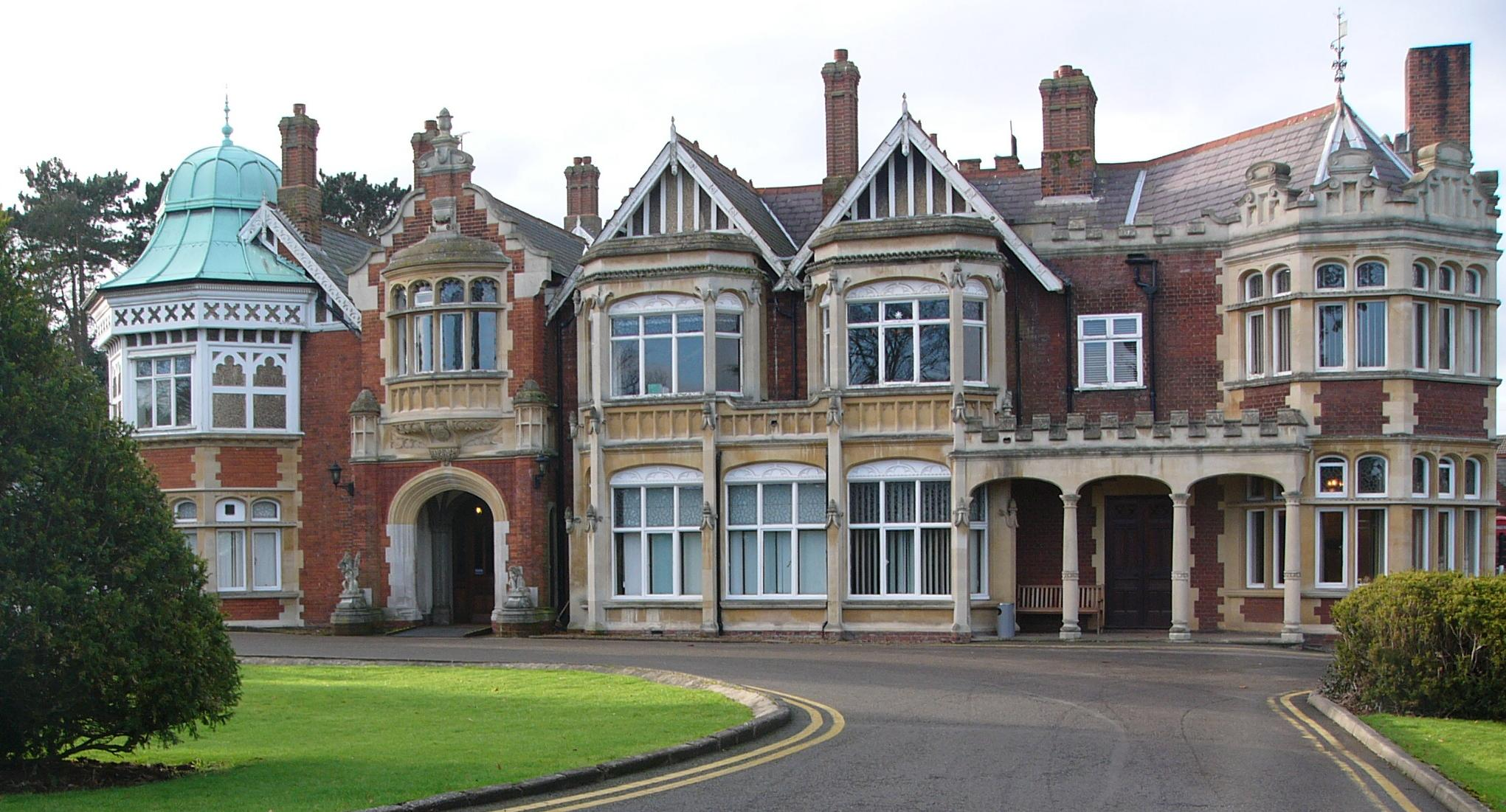
Bletchley Park.
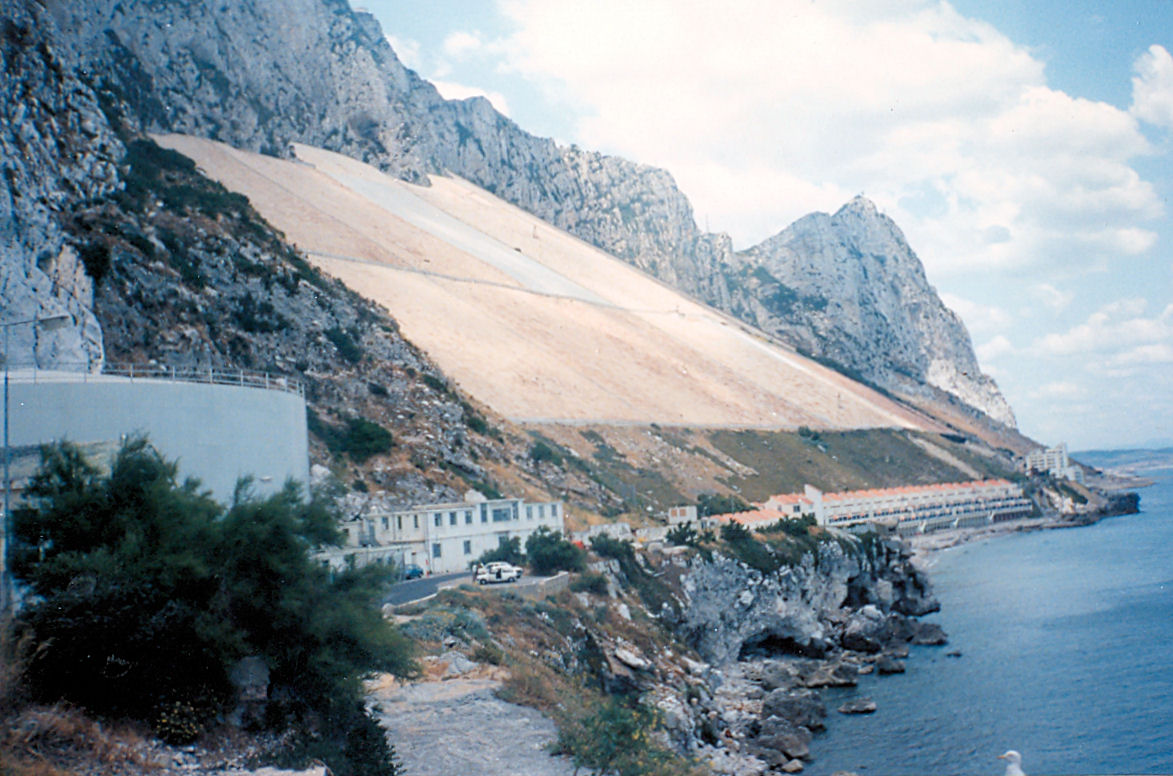
Collecteur d'eau sur le rocher de Gibraltar.
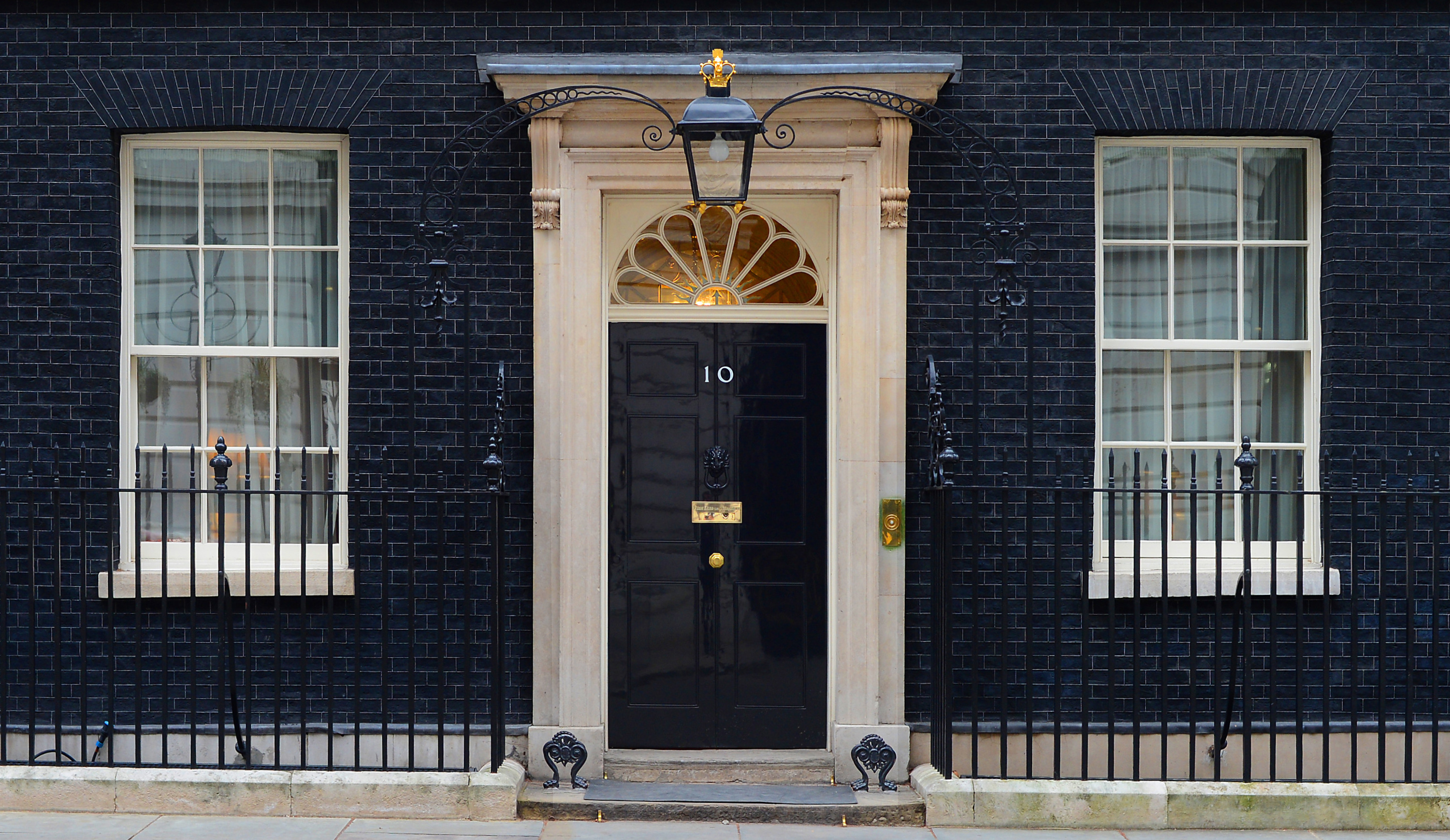
Porte d'entrée du 10 Downing Street.

## Historique
L'idée du Bâton de Plutarque vient à Yves Sente lors d'un séjour à Londres avec André Juillard pour les repérages de leur précédent album, Le Serment des cinq Lords, sorti en 2012. Ils visitent le Cabinet War Room, le cabinet de guerre souterrain de Winston Churchill lors de la Seconde Guerre mondiale. Ils visitent également la Station X à Bletchley Park où les Britanniques s'acharnaient à décrypter les messages chiffrés allemands. Yves Sente veut alors mettre en scène ces lieux historiques. Il prend pour point de départ le fait que le personnage Francis Blake était squadron leader à bord du porte-avions The Intrepid selon Edgar P. Jacobs dans Un Opéra de papier. Plaçant son histoire juste avant Le Secret de l'Espadon, il donne des explications sur certaines zones d'ombre de la première aventure des deux héros. Il décide d'utiliser dans son récit un bâton de Plutarque utilisé en Grèce antique, un des plus anciens systèmes de chiffrement, pour faire opposition à la machine Enigma utilisée par les Allemands lors de la Seconde Guerre mondiale, un des systèmes de chiffrement les plus modernes à l'époque de l'action.

## Analyse

### Contexte de la Seconde Guerre mondiale
L'aventure du Bâton de Plutarque se déroule dans le contexte de la Seconde Guerre mondiale. Plusieurs lieux militaires d'importance sont montrés : les Cabinet War Rooms, la station X de Bletchley Park et la base de Gibraltar.
La bataille aérienne au début de l'album fait penser à la bataille d'Angleterre, une campagne aérienne ayant opposé la Royal Air Force à la Luftwaffe. Elle met en scène de réels avions : l'Horten Ho 229 allemand et le Supermarine Seafire britannique.
L'histoire parle des systèmes de chiffrement, comme la machine Enigma utilisée par les Allemands lors de la Seconde Guerre mondiale, mais aussi des systèmes beaucoup plus anciens utilisés en Grèce antique tels que le carré de Polybe et la scytale, également appelée bâton de Plutarque.

## Publications

### En français
Le Bâton de Plutarque est pré-publié en Belgique sous forme de strips en noir et blanc dans le quotidien Le Soir à partir du 14 avril 2014,. En France, l'aventure est pré-publiée dans le quotidien régional Le Télégramme à partir du 30 juillet 2014.
Le 5 décembre 2014, les Éditions Blake et Mortimer publient l'histoire en album grand format et au format à l'italienne. En décembre 2015, ils publient une édition spéciale contenant les strips en noir et blanc accompagnés des croquis préparatoires dans un tirage limité à 599 exemplaires.

### Traductions
L'aventure a été traduite dans plusieurs langues :
- Allemand : Der Stab des Plutarch, publié aux éditions Carlsen Comics[6] ;
- Anglais : Plutarch's Staff, publié aux éditions Cinebook[7] ;
- Espagnol : La Vara de Plutarco, publié aux éditions Norma Editorial[8] ;
- Italien : Il Bastone di Plutarco, publié aux éditions Alessandro Editore[9] ;
- Néerlandais : De Staf van Plutarchus, publié aux éditions Blake et Mortimer[10] ;
- Portugais : O Bastão de Licurgo.

## Accueil et postérité
Sur Babelio, il obtient une note moyenne de 3,9/5 basée sur environ 60 notes.